# Gnojno (gmina)
Pour les articles homonymes, voir Gnojno.
Gnojno est une gmina rurale du powiat de Busko, Sainte-Croix, dans le centre-sud de la Pologne. Son siège est le village de Gnojno, qui se situe environ 18 km au nord-est de Busko-Zdrój et 35 km au sud-est de la capitale régionale Kielce.
La gmina couvre une superficie de 95,66 km2 pour une population de 4 735 habitants.

## Géographie
La gmina inclut les villages de Balice, Bugaj, Falki, Glinka, Gnojno, Gorzakiew, Grabki Małe, Janowice Poduszowskie, Janowice Raczyckie, Januszowice, Jarząbki, Kostera, Maciejowice, Płośnia, Poręba, Pożogi, Raczyce, Ruda, Rzeszutki, Skadla, Wola Bokrzycka, Wola Zofiowska, Wólka Bosowska, Zagrody, Zawada et Zofiówka.
La gmina borde les gminy de Busko-Zdrój, Chmielnik, Pierzchnica, Stopnica, Szydłów et Tuczępy.